# Haliaspis nakaharai
Haliaspis nakaharai är en insektsart som beskrevs av Howell 1978. Haliaspis nakaharai ingår i släktet Haliaspis och familjen pansarsköldlöss. Inga underarter finns listade i Catalogue of Life.